# Saskatchewan New Democratic Party
Die Saskatchewan New Democratic Party (NDP; frz. Nouveau Parti démocratique de la Saskatchewan) ist eine sozialdemokratische Partei in der kanadischen Provinz Saskatchewan. Seit den letzten Wahlen im Jahr 2024 hält sie in der Legislativversammlung von Saskatchewan 27 von 61 Sitzen und ist somit in der Opposition. Die Partei ging aus der Co-operative Commonwealth Federation hervor und stellte seit den 1940er Jahren mehrere Jahrzehnte lang die Regierung. Sie ist mit der Neuen Demokratischen Partei auf Bundesebene verbunden.

## Geschichte
Die Geschichte der Partei reicht bis ins Jahr 1902 zurück, als die Territorial Grain Growers’ Association gegründet wurde. Diese landwirtschaftliche Interessenvereinigung änderte 1905 ihren Namen in Saskatchewan Grain Growers Association (SGGA). 1921 spaltete sich die linksgerichtete Farmer’s Union ab, doch fünf Jahre später schlossen sich beide Organisationen wieder zu den United Farmers of Canada (UFC) zusammen. 1931 erfolgte der Zusammenschluss der UFC mit der von Major James Coldwell angeführten Independent Labour Party zur Farmer-Labour Group (FLG). Dieser schloss sich im selben Jahr ein Abgeordneter der Progressive Party an, womit die FLG erstmals in der Legislativversammlung von Saskatchewan vertreten war.
1934 gewann die FLG fünf Sitze und war damit stärkste Oppositionspartei. Nach diesen Wahlen schloss sie sich formell der Co-operative Commonwealth Federation an. 1941 übernahm der Unterhausabgeordnete Tommy Douglas den Parteivorsitz. 1944 führte er die Partei zu einem überwältigenden Wahlsieg; die CCF gewann 47 von 52 Sitzen und bildete die erste sozialdemokratische Regierung in Nordamerika. Douglas’ Regierung setzte in den folgenden Jahren zahlreiche Reformen durch. Die Umsetzung des ambitioniertesten Reformprojekts, ein kostenloses Gesundheitswesen, blieb seinem Nachfolger Woodrow Stanley Lloyd überlassen. Dieses Modell diente als Vorbild für die übrigen Provinzen und den Bundesstaat.
Ab 1964 war die Partei erstmals wieder in der Opposition, 1967 nahm sie ihren heutigen Namen NDP an. 1971 errang sie erneut die Mehrheit und stellte mit Allan Blakeney den Premierminister. Dessen Regierung trieb die Verstaatlichung der Rohstoffgewinnung in der Provinz voran. Nach der Wahlniederlage 1981 war die NDP zehn Jahre lang erneut in der Opposition. Unter Roy Romanow rückte sie ideologisch zur Mitte. 1999 musste Romanow eine Koalition mit der Saskatchewan Liberal Party bilden. Seinem Nachfolger Lorne Calvert gelang es 2003, die absolute Mehrheit zu erringen. Seit 2007 ist die NDP erneut in der Opposition.

## Wahlergebnisse
Ergebnisse bei den Wahlen zur Legislativversammlung:
| Wahl | Sitze total | Kandi- daten | Gew. Sitze | Stimmen | Anteil  |
| ---- | ----------- | ------------ | ---------- | ------- | ------- |
| 1934 | 55          | 54           | 5          | 102.944 | 23,96 % |
| 1938 | 52          | 31           | 10         | 82.529  | 18,73 % |
| 1944 | 52          | 52           | 47         | 211.364 | 53,13 % |
| 1948 | 52          | 52           | 31         | 236.900 | 47,56 % |
| 1952 | 53          | 53           | 42         | 291.705 | 54,06 % |
| 1956 | 53          | 53           | 36         | 249.634 | 45,25 % |
| 1960 | 54          | 55           | 37         | 276.846 | 40,76 % |
| 1964 | 59          | 59           | 25         | 268.742 | 40,30 % |
| 1967 | 59          | 59           | 24         | 188.653 | 44,35 % |
| 1971 | 60          | 60           | 45         | 248.978 | 55,00 % |

| Wahl | Sitze total | Kandi- daten | Gew. Sitze | Stimmen | Anteil  |
| ---- | ----------- | ------------ | ---------- | ------- | ------- |
| 1975 | 61          | 61           | 39         | 180.700 | 40,07 % |
| 1978 | 61          | 61           | 44         | 228.791 | 48,12 % |
| 1982 | 64          | 64           | 9          | 201.390 | 37,64 % |
| 1986 | 64          | 64           | 25         | 247.683 | 45,20 % |
| 1991 | 66          | 66           | 55         | 275.780 | 51,05 % |
| 1995 | 58          | 58           | 42         | 193.053 | 47,21 % |
| 1999 | 58          | 58           | 29         | 157.046 | 38,73 % |
| 2003 | 58          | 58           | 30         | 190.923 | 44,68 % |
| 2007 | 58          | 58           | 20         | 168.704 | 37,24 % |
| 2011 | 58          | 58           | 9          | 127.064 | 31,99 % |
| 2016 | 58          | 58           | 10         | 131.137 | 30,28 % |
| 2020 | 58          | 58           | 13         | 140.584 | 31,82 % |
| 2024 | 61          | 61           | 27         | 188.374 | 40,4 %  |

## Parteivorsitzende
| Name                     | Vorsitz                    | Premier   |
| ------------------------ | -------------------------- | --------- |
| Major James Coldwell     | 1932–1936                  |           |
| George Hara Williams     | 1936–1941                  |           |
| John Hewgill Brockelbank | 1941–1942                  |           |
| Tommy Douglas            | 1942–1961                  | 1944–1961 |
| Woodrow Stanley Lloyd    | 1961–1970                  | 1961–1964 |
| Allan Blakeney           | 1970–1987                  | 1971–1982 |
| Roy Romanow              | 1987–2001                  | 1991–2001 |
| Lorne Calvert            | 2001–2009                  | 2001–2007 |
| Dwain Lingenfelter       | 2009–2011                  |           |
| John Nilson              | 2011–2013                  |           |
| Cam Broten               | 2013–2016                  |           |
| Trent Wotherspoon        | 2016–2017 (interimistisch) |           |
| Nicole Sarauer           | 2017–2018 (interimistisch) |           |
| Ryan Meili               | 2018–2022                  |           |
| Carla Beck               | seit 2022                  |           |